# Edwin Aardal
Pour les articles homonymes, voir Aardal.
Edwin S. Aardal, né le 6 février 1910 à Eldon dans l'État de Washington et mort le 26 janvier 1988 à Hollywood en Californie, est un animateur américain ayant travaillé au sein des Studios Disney puis Hanna-Barbera.

## Filmographie

### Chez Walt Disney Productions
- 1940 : Fantasia (segment "Rite of Spring" et "Toccata and Fugue in D Minor")
- 1941 : Le Dragon récalcitrant (The Reluctant Dragon)
- 1942 : Bambi
- 1942 : Dingo champion olympique (The Olympic Champ)
- 1943 : Victoire dans les airs (Victory Through Air Power)
- 1945 : La Légende du rocher coyote (The Legend of Coyote Rock)
- 1946 : Donald dans le Grand Nord (Dumb Bell of the Yukon)
- 1947 : Le Dilemme de Donald (Donald's Dilemm)
- 1947 : Déboires sans boire (Crazy with the Heat)
- 1948 : Les tracas de Donald (Drip Dippy Donald)
- 1948 : Voix de rêve (Donald's Dream Voice)
- 1948 : Mélodie Cocktail (Melody Time)
- 1948 : Le Procès de Donald (The Trial of Donald Duck)
- 1949 : Dingo joue au tennis (Tennis Racquet)
- 1949 : Dingo fait de la gymnastique (Goofy Gymnastics)
- 1950 : Automaboule (Motor Mania)
- 1950 : Le petit oiseau va sortir (Hold That Pose)
- 1951 : Dingo architecte (Home Made Home)
- 1951 : Guerre froide (Cold War)
- 1951 : On jeûnera demain (Tomorrow We Diet)
- 1951 : Vive la fortune (Get Rich Quick)
- 1951 : Papa Dingo (Fathers are People)
- 1951 : éfense de fumer (No Smoking)
- 1952 : Papa, c'est un lion (Father's Lion)
- 1952 : Hello, aloha
- 1952 : Dingo cow-boy (Two Gun Goofy)
- 1952 : Dingo en vacances (Two Weeks Vacation)
- 1952 : Dingo détective (How to Be a Detective)
- 1953 : Papa est de sortie (Father's Day Off)
- 1953 : Dingo toréador (For Whom the Bulls Toil)
- 1953 : Le Week-end de papa (Father's Week-end)
- 1953 : L'Art de la danse (How to Dance)
- 1953 : Le Nouveau Voisin
- 1954 : The Lone Chipmunks
- 1955 : La Belle et le Clochard (Lady and the Tramp)
- 1956 : Chips Ahoy

### Chez Hanna-Barbera
- 1960 : Les Pierrafeu (The Flintstones, série TV)
- 1964 : C'est Yogi l'ours (Hey There, It's Yogi Bear)
- 1964-1965 : Les aventures de Jonny Quest 8 épisodes
- 1965 : Crow's Fete
- 1966 : Alice in Wonderland or What's a Nice Kid Like You Doing in a Place Like This?
- 1966 : L'Agent Pierrafeu 007 (The Man Called Flintstone)
- 1967 : Jack et le Haricot magique (Jack and the Beanstalk, TV)
- 1967 : Atomas, la fourmi atomique (The Atom Ant Show) TV série
- 1967 : The Herculoids TV série
- 1968 : Les Fous du volant (Wacky Races) TV série
- 1970 : The Phantom Tollbooth
- 1970 : Josie and the Pussycats série télé
- 1971 : Les Petits Pierrafeu (The Pebbles and Bamm-Bamm Show) série télé
- 1972 : Fritz le chat
- 1972 : Les Grandes Rencontres de Scooby-Doo (The New Scooby-Doo Movies) 2 épisodes
- 1973 : Le Petit Monde de Charlotte (Charlotte's Web)
- 1973 : Emergency +4 série télé
- 1975 : The White Seal  télé
- 1975 : Return to the Planet of the Apes 13 épisodes
- 1977 : A Flintstone Christmas télé
- 1977 : The All-New Super Friends Hour (en) 8 épisodes
- 1977 : Scooby's All Star Laff-A-Lympics série télé

### Par la suite
- 1978 : Metamorphoses (Winds of Change)
- 1978 : Challenge of the SuperFriends (en) 16 épisodes
- 1978 : The Godzilla Power Hour série télé
- 1982 : Heidi's Song